# Red brick

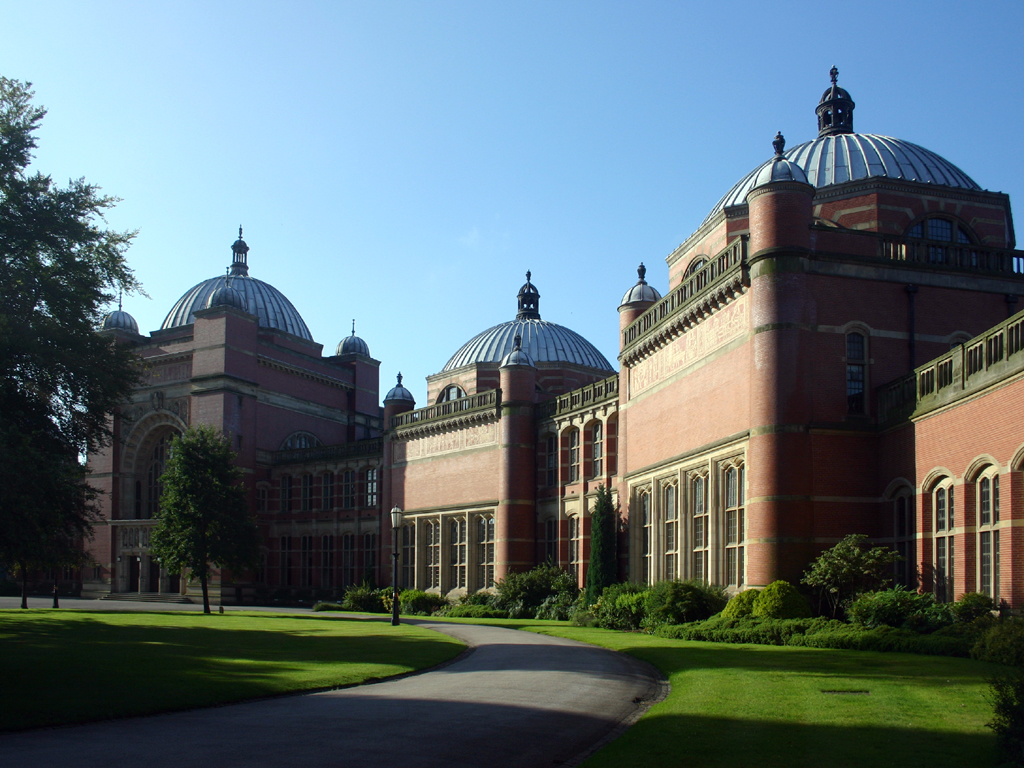
Aston Webb, Universidade de Birmingham

Red brick (ou redbrick, "tijolo vermelho", em inglês) é um termo informal utilizado para designar as seis princicpais universidades particulares do Reino Unido, localizadas nas principais cidades industriais do país.

## Origens do termo
O termo foi criado pelo professor de espanhol Edgar Allison Peers, da Universidade de Liverpool, para descrever estas "universidade cívicas" (Civic university, termo que designa, no Reino Unido, uma instituição de ensino superior que serve uma determinada cidade).
As seis universidade chamadas de red brick são:

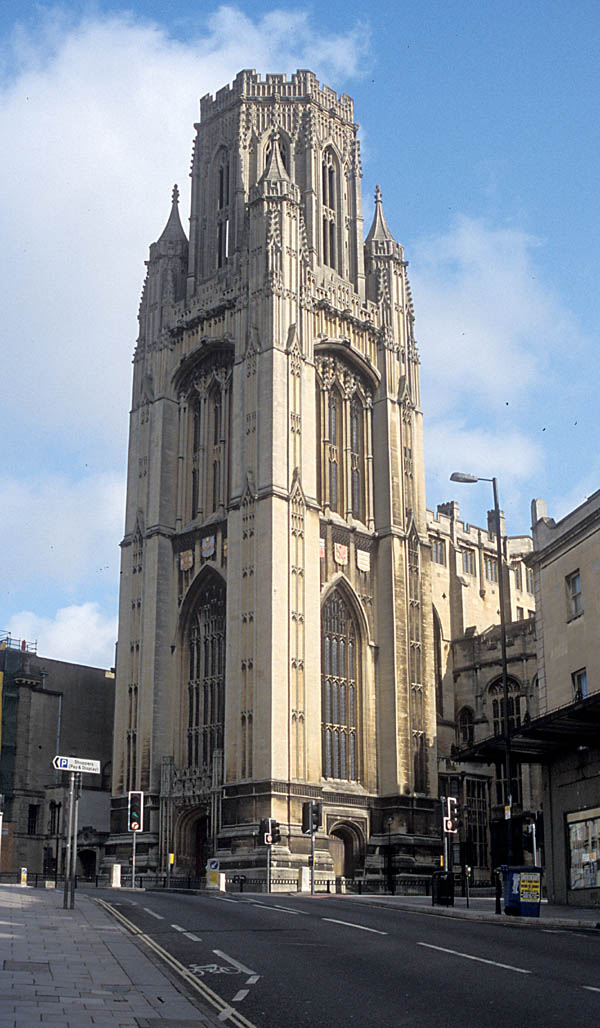
Universidade de Bristol com seu estilo neogótico, em 1925.

- Universidade de Birmingham - 1900.
- Universidade de Liverpool - 1903.
- Universidade de Leeds - 1904.
- Universidade de Sheffield - 1905.
- Universidade de Bristol - 1909.
- Universidade de Manchester - formada em 2004 com a união da Universidade de Victoria (1880).